# The Bird Store
The Bird Store är en amerikansk animerad kortfilm från 1932. Filmen ingår i Silly Symphonies-serien.

## Handling
Filmen handlar om en djuraffär med olika sorters fåglar, som alla sjunger från sina burar. En hungrig katt kommer och får syn på en liten kanariefågel som kommit bort från sina föräldrar, och som katten vill äta upp, men de andra fåglarna sätter stopp för detta och räddar den lilla fågeln.

## Om filmen
I filmen spelas flera klassiska musikstycken, bland annat Lätta kavalleriet från 1866 av Franz von Suppé, men även musik som framförts av Bröderna Marx som också förekommer som tecknade karikatyrer i filmen i form av fyra fåglar i en bur i butiken.
Filmen är animatören Fred Moores första uppdrag som animatör för en Disney-kortfilm.

## Rollista
Trots att filmen saknar dialog medverkar ett flertal röstskådespelare som gör djurens läten, däribland Clarence Nash som gör de flesta fågelläten.